# Astragalus tsangpoensis
Astragalus tsangpoensis är en ärtväxtart som beskrevs av Dieter Podlech och L.R.Xu. Astragalus tsangpoensis ingår i släktet vedlar, och familjen ärtväxter. Inga underarter finns listade i Catalogue of Life.